# San Diego, Nicaragua
San Diego är en liten badort som ligger vid Stilla havet i sydvästra Nicaragua. Den ligger i kommunen Villa Carlos Fonseca i departementet Managua.